# 10 Pułk Ułanów Litewskich

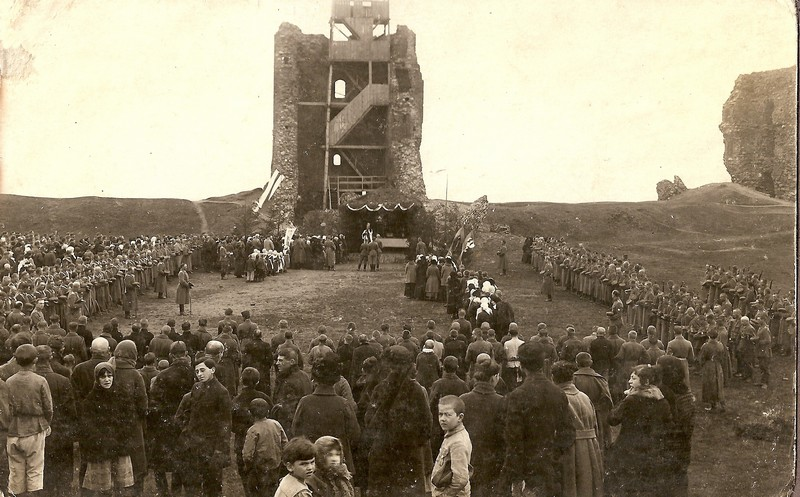
Ułani podczas mszy polowej na zamku w Nowogródku, 3 maja 1919

10 Pułk Ułanów Litewskich (10 p.uł.) – oddział kawalerii Samoobrony Litwy i Białorusi, Wojska Litwy Środkowej i Wojska Polskiego II RP.
Pułk stacjonował w garnizonie Białystok.
Wchodził kolejno w skład wielkich jednostek kawalerii (do 1924 – jazdy): VIII BJ → VIII BK → XVIII BK → BK „Białystok” → Podlaskiej BK.

Święto pułkowe obchodzono 8 maja, w rocznicę dojścia pułku do Dniepru w 1920.

## Formowanie pułku
9 grudnia 1918, w Pietkowie koło Łap, w składzie Dywizji Litewsko-Białoruskiej przystąpiono do formowania pułku ułanów Nr 12. 28 grudnia 1918 wydany został pierwszy rozkaz dzienny. 30 grudnia 1918 oddział przemianowany został na 10 pułk ułanów.

Większość oficerów i szeregowych pochodziła z terenu dawnego Wielkiego Księstwa Litewskiego. Dało to zresztą powód do powstania żurawiejki:

Umundurowanie pochodziło głównie ze zdobytych niemieckich składnic wojskowych. To jednak nie w pełni zaspokajało potrzeby rosnącego w siłę pułku. Stąd różnorodność w ubiorze była wyjątkowo duża. Uzbrojenie również nie było jednolite: ckm niemieckie i rosyjskie, karabinki przeważnie austriackie, trochę francuskich i niemieckich, z szablami było podobnie. Jednak największym problemem pułku był brak koni, starano się je sukcesywnie zdobywać. Na tym tle powstała następna przyśpiewka: 

## Pułk w walce o granice
W miarę osiągania gotowości bojowej poszczególne szwadrony zaczęły odchodzić na front wzmacniając Dywizję Litewsko-Białoruską oraz szereg innych związków piechoty działających na kierunkach: Baranowicze, Mińsk, Bobrujsk. Boje pułku w pełnym składzie zaczęły się dopiero we wrześniu 1919 w ramach 2 Brygady Jazdy. W ciągu całej jesieni pułk utrzymywał łączność między związkami piechoty, niepokojąc jednocześnie przeciwnika częstymi wypadami, przynoszącymi znaczne korzyści taktyczne i pewną ilość zdobycznej broni.
Podczas ofensywy polskiej Grupy Poleskiej na Mozyrz i Kalenkowicze jej lewe skrzydło ubezpieczała 2 Brygada Jazdy. Wchodzący w jej skład 10 pułk ułanów wysłał 8 marca 1920 na rozpoznanie w kierunku Horwala i Rzeczycy 3 szwadron rtm. Jerzego Jastrzębskiego. Następnego dnia szwadron doszedł do Rudnik, a wzięci tam do niewoli sowieccy jeńcy zeznali, że w pobliskich Gawinowiczach zatrzymał się sztab brygady wchodzącej w skład 57 Dywizji Strzelców. Dowódca 3 szwadronu rtm. Jastrzębski zebrał czternastu ułanów i z tak szczupłym oddziałkiem ruszył na Gawinowicze.Jeszcze przed miejscowością napotkano kolumnę sztabu, która maszerowała na Krasne. Niespodziewana szarża ułanów kompletnie zaskoczyła ochronę sztabu, która nie podjęła walki i rzuciła się do ucieczki.
Zaskoczenie i brawurowe działanie stało się podstawą polskiego zwycięstwa. Do niewoli wzięto 72 jeńców, zdobyto 7 ckm-ów, tabory i dużą ilość sprzętu telefonicznego.
W związku z wyprawą kijowską 2 Brygada Jazdy otrzymała zadanie osiągnięcia linii Dniepru. Po zaciętych walkach w rejonie Horlawu, Chromatycz i Łojowa 8 maja 1920 pułk doszedł do Dniepru i obsadził zachodni brzeg. Gwałtowna ofensywa wojsk radzieckich na froncie ukraińskim zmusiła polskie wojsko do opuszczenia Kijowa i linii Dniepru. Od tego momentu pułk w ciągu kilku tygodni osłaniał wycofującą się piechotę i toczył zażarte boje narzucone przez przeciwnika (pod Lunią, Skrybałowem, Filipowiczami i Nowosiółkami). Eszelonem ze stacji Żytkowicze, drogą okrężna przez Brześć, pułk dojechał do stacji Nowojelnia, a tam napadnięty poniósł poważne straty w broni maszynowej. Tocząc walki odwrotowe na Podlasiu dotarł 6 sierpnia do Siedlec, aby transportem kolejowym udać się za Wisłę, do Grodziska i tam otrzymać uzupełnienie. Powrót na front zbiegł się z kontrofensywą polską i już 18 i 19 sierpnia pułk stoczył boje pod Górą i Starożrebami. Począwszy od połowy września w składzie odtworzonej 2 Brygady Jazdy, z niezwykłą szybkością i wytrwałością wkroczył do bitwy nad Niemnem, po czym dokonując długiego rajdu, w ciągłej bojowej styczności z przeciwnikiem dotarł do Dołhinowa i Krywicz, gdzie 19 października 1920 otrzymał wiadomość o zawieszeniu broni.
Dnia 4 listopada 1920 w kościele w Parafianowie poświęcono i wręczono sztandar ofiarowany przez hrabinę Julię Potocką. Rozkaz wydany w przeddzień wręczenia sztandaru brzmiał: W dniu jutrzejszym za zezwoleniem Naczelnika Państwa i Naczelnego Wodza Józefa Piłsudskiego pułk otrzymuje sztandar. Akt ten w życiu pułku jest najdonioślejszym, gdyż przezeń Ojczyzna obdarza pułk symbolem zaufania, pokładanego w swym żołnierzu, dając mu godło, pod którem żołnierz polski walczy, zwycięża lub w imię honoru Jej umiera. Walcząc w ciągu dwóch niemal lat nigdy pułk 10 ułanów nie zawiódł pokładanej w nim nadziei, wierzę, iż nadal każdy z nas, wierny tradycjom naszych dziadów da swą krew i życie w obronie Ojczyzny, sztandaru i honoru pułku. Z rejonu bracławskiego (pułk wchodził wówczas w skład wojsk Litwy Środkowej) pułk został przesunięty na granicę litewską. Tam pozostawał do jesieni 1922. Straty pułku w latach 1918–1920 były nieznaczne. Poległo: 1 oficer i 19 szeregowych. Liczba rannych nie jest znana. Poważne straty w broni maszynowej i koniach poniósł pułk w trakcie transportu kolejowego w czerwcu 1920. Zdobycze wojenne i straty zadane nieprzyjacielowi w latach 1918–1920 były duże. Pułk wziął do niewoli około 800 jeńców, jeden sztab brygady, kilka sztabów pułkowych. Zdobyto kilkaset koni, przeszło 1000 karabinów, kilka lokomotyw, 150 wagonów z prowiantem i amunicją, liczny sprzęt łączności oraz kasę dywizyjną.

### Kawalerowie Virtuti Militari
| Żołnierze pułku odznaczeni Krzyżem Srebrnym Orderu Wojskowego Virtuti Militari za wojnę 1918–1920: | Żołnierze pułku odznaczeni Krzyżem Srebrnym Orderu Wojskowego Virtuti Militari za wojnę 1918–1920: | Żołnierze pułku odznaczeni Krzyżem Srebrnym Orderu Wojskowego Virtuti Militari za wojnę 1918–1920: |
| -------------------------------------------------------------------------------------------------- | -------------------------------------------------------------------------------------------------- | -------------------------------------------------------------------------------------------------- |
| por. Wiktor Arnoldt-Russocki                                                                       | por. Henryk Buszyński                                                                              | kpr. Jan Bołdowski                                                                                 |
| chor. Tadeusz Biedrzycki                                                                           | plut. Kazimierz Bryłko                                                                             | kpr. Stefan Cogiel                                                                                 |
| st. uł. Stefan Czarnecki                                                                           | rtm. Mieczysław Dąbrowski                                                                          | wchm. Antoni Jabłoński nr 3521                                                                     |
| kpr. Bonifacy Jasiński                                                                             | rtm. Jerzy Jastrzębski                                                                             | st. uł. Stanisław Kajtel                                                                           |
| por. Aleksander Kulikowski                                                                         | uł. Jan Lanc                                                                                       | plut. Ludwik Landzberg                                                                             |
| wchm. Andrzej Matyszczyk                                                                           | por. Marian Okulicz-Kozaryn                                                                        | wchm. Franciszek Roszkowski                                                                        |
| ppor. Antoni Skarżyński                                                                            | wchm. Aleksy Strauch                                                                               | plut. Zygmunt Tetera-Szkutelski                                                                    |
| por. Andrzej Węcławowicz                                                                           | rtm. Stanisław Wodziński                                                                           | kpr. Antoni Zarański                                                                               |

Za działania wojenne 1918-1920 odznaczono Krzyżem Virtuti Militari 5 oficerów oraz 9 podoficerów i szeregowych. Krzyżami Walecznych odznaczono 21 oficerów i szeregowych.

## Lata pokoju

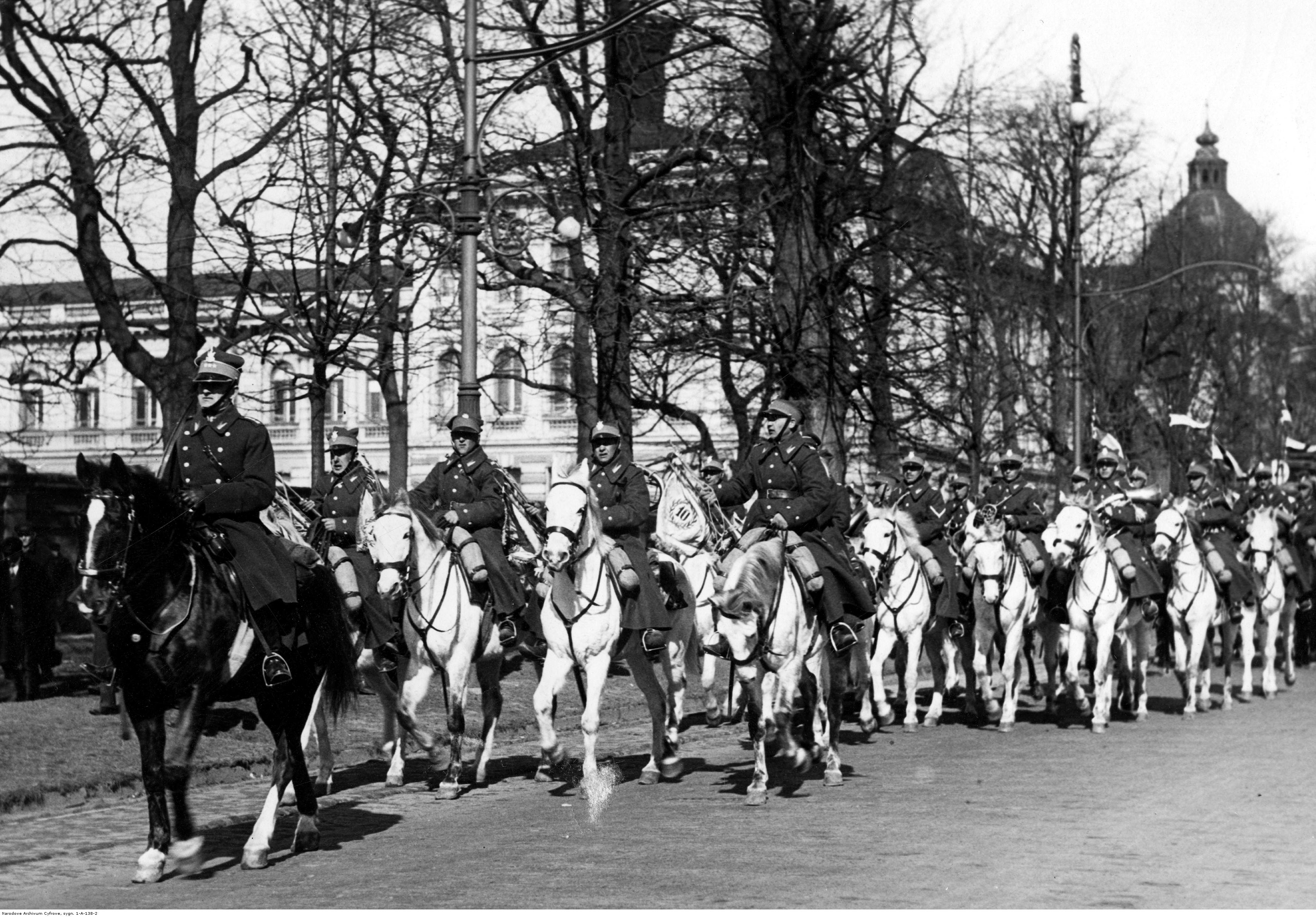
10 puł. w drodze do Belwederu w celu złożenia życzeń imieninowych Józefowi Piłsudskiemu; 19 marca 1928

We wrześniu 1922 pułk został przeniesiony do Białegostoku. Ułani byli bardzo ciepło przyjęci przez społeczność miasta, a szczególnie przez kobiety. W pułku staż odbywali kandydaci na oficerów i podoficerów zawodowych. Pułk Ułanów Litewskich był na tyle atrakcyjny, że w latach dwudziestych i trzydziestych przybywali na staż oficerowie z Finlandii i Szwecji. Zgodnie z rozkazem ministra spraw wojskowych O.V. L 33035 E z 1925 r. przy pułku stacjonował 1 Szwadron Samochodów Pancernych.
Staraniem pułku w 1932 w powiecie Wysokie Mazowieckie powstał Szwadron Krakusów.
| Pułk w planie mobilizacyjnym „S”      | Pułk w planie mobilizacyjnym „S” | Pułk w planie mobilizacyjnym „S” |
| Nazwa pododdziału                     | Termin                           | Miejsce mobilizacji              |
| ------------------------------------- | -------------------------------- | -------------------------------- |
| dowódca pułku z drużyną               | alarm                            | Białystok                        |
| pluton łączności                      | alarm                            | Białystok                        |
| 1÷4 szwadrony                         | alarm                            | Białystok                        |
| szwadron karabinów maszynowych        | alarm                            | Białystok                        |
| szwadron pionierów nr 111             | alarm                            | Białystok                        |
| szwadron kawalerii nr 59              | 8                                | Białystok                        |
| pluton ckm nr 59                      | 8                                | Białystok                        |
| szwadron samochodów pancernych nr 111 | 5                                | Białystok                        |
| szwadron samochodów pancernych nr 116 | 5                                | Białystok                        |
| Kwatera Główna nr 111 (I eszelon)     | alarm                            | Białystok                        |
| Kwatera Głowna nr 111 (II eszelon)    | 4                                | Białystok                        |
| poczta polowa nr 56                   | 4                                | Białystok                        |
| sąd polowy nr 111                     | 4                                | Białystok                        |
| kolumna taborowa nr 365               | 7                                | Białystok                        |
| kolumna taborowa nr 367               | 9                                | Białystok                        |
| uzupełnienie do czasu „W”             | 6                                | Białystok                        |
| uzupełnienie szw. pionierów nr 111    | 5                                | Białystok                        |
| szwadron marszowy 1/10 puł            | 18                               | Białystok                        |
| pluton marszowy 1/111                 | 25                               | Białystok                        |
| pluton marszowy 1/59                  | 30                               | Białystok                        |
| dowódca brygady kawalerii nr 18       | alarm                            | Białystok                        |
| szwadron zapasowy                     | do 15                            | Białystok                        |
| oficer placu Białystok                | 2                                | Białystok                        |

| Stanowisko                         | Stopień, imię i nazwisko          |
| ---------------------------------- | --------------------------------- |
| dowódca pułku                      | ppłk Kazimierz Busler             |
| I zastępca dowódcy                 | ppłk Józef Tacjan Plackowski      |
| adiutant                           | rtm. Kazimierz Nostitz-Jackowski  |
| naczelny lekarz medycyny           | kpt. lek Adam Mokrzycki           |
| lekarz weterynarii                 | kpt. dr Józef Gabriel Wysokiński  |
| komendant rejonu PW Konnego        | rtm. Antoni II Paszkowski         |
| II zastępca dowódcy (kwatermistrz) | mjr Włodzimierz Łączyński         |
| oficer mobilizacyjny               | rtm. Napoleon Kostanecki          |
| zastępca oficera mobilizacyjnego   | por. Teodor Piotr Kopeć           |
| oficer administracyjno-materiałowy | rtm. adm. (kaw.) Adam Kozubowski  |
| dowódca szwadronu gospodarczego    | rtm. Kazimierz Nostitz-Jackowski  |
| oficer gospodarczy                 | kpt. int. Marceli Midor           |
| oficer Żywnościowy                 | ppor. Marian Aleksander Jurecki   |
| dowódca plutonu łączności          | por. Czesław Klimowicz            |
| dowódca plutonu kolarzy            | ppor. Jan Mączka                  |
| dowódca plutonu ppanc.             | vacat                             |
| dowódca 1 szwadronu                | rtm. Władysław Abramowicz         |
| dowódca plutonu                    | ppor. Bolesław Rostocki           |
| dowódca 2 szwadronu                | por. Czesław Szadkowski           |
| dowódca plutonu                    | ppor. Stefan Kazimierz Majewski   |
| dowódca 3 szwadronu                | rtm. Ludwik Napoleon Mościcki     |
| dowódca plutonu                    | por. Zbigniew Antoni Chamski      |
| dowódca 4 szwadronu                | rtm. Eugeniusz Zygmunt Majewski   |
| dowódca plutonu                    | por. Władysław Michał Radzymiński |
| dowódca plutonu                    | ppor. Stanisław Kurpiewski        |
| dowódca szwadronu km               | por. Zbigniew Antoni Wroczyński   |
| dowódca plutonu                    | ppor. Zdzisław Mikołaj Budyń      |
| dowódca plutonu                    | chor. Marian Trochimiak           |
| dowódca szwadronu zapasowego       | rtm. Antoni II Paszkowski         |
| zastępca dowódcy                   | chor. Tadeusz Biedrzycki          |
| odkomenderowany                    | por. Stanisław Lucjan Zdanowicz   |
| na kursie                          | rtm. Tomasz Dworzecki-Bohdanowicz |
| na kursie                          | rtm. Konstanty Kalinowski         |
| na kursie                          | por. Kazimierz Julian Domański    |
| na kursie                          | por. Jerzy Sarnecki               |

## Kampania wrześniowa 1939
25 sierpnia 1939 10 puł opuścił koszary i nocnym marszem osiągnął rejon m. Zawady. Następne dni wypełniła osłona mobilizacji Samodzielnej Grupy Operacyjnej „Narew”. W dniu 27 sierpnia zajął pozycje w rejonie wzgórz wokół m. Olszowa Góra, gdzie przygotowywał umocnienia. 1 września odprawę pułku przeprowadzono o godz. 8:00 w m. Orlikowo. W dniach 2–4 września pułk wziął udział w wypadzie na teren Prus Wschodnich w rejonie m. Milewo, Brzózki Wielkie, Kożuchy. Następnie wziął udział w potyczce w rejonie wsi Glinki. Pułk następnie wycofał się w rejon Bory Czarneckie, które osiągnął 6 września i rejon Andrzejki – Koskowo w dniu 8 września. Natarcie na zajęty przez Niemców Brok (9 września) wykazało jego pełną gotowość. 10 września operował w rejonie m. Łetownica, a 11 września m. Krzeczkowo. Przed południem 12 września w rejonie wsi Bieńki zaatakowany przez czołgi. W nocy 13 września pułk przesunął się walcząc w rejon wsi Mień, gdzie doszło do poważnego starcia z nieprzyjacielem. Łącznie 12–13 września zniszczył 11 niemieckich wozów bojowych i jeden samolot. 14 września pułk osiągnął m. Koryciny. W tym dniu nieprzyjaciel zdołał rozbić Podlaską BK, co odcięło pułk od brygady. 15 września pułk operował w rejonie Speszyn – Puchały. 17 września pułk znalazł się w rejonie Panasiuk i skierował się na Omelianiec. Pułk przesunął się 18 września do Puszczy Białowieskiej do m. Budy i Rudni i 19 września dołączył do Suwalskiej Brygady Kawalerii. W wyniku reorganizacji pułk wszedł w skład Brygady „Plis” (Dywizji Kawalerii „Zaza”). 20 września przebywał w Białowieży, a w dniu następnym przeszedł do m. Mszanka, a 22 września do m. Nurzec i Augustynka. Wieczorem 23 września 4 szwadron zniszczył na południe od stacji kolejowej Nurzec sowiecki pociąg wojskowy (parowóz i 5 lor obsadzonych żołnierzami). 24 września zniszczył 2 czołgi w Radziwiłłówce. W nocy pułk przeszedł bród na rzece Bug między Mielnikiem i Serpelicami. 26 września dotarł do wsi Jaźwiny. 29 września pułk dotarł do Wólki Zawieprzyckiej. W Zawieprzycach dochodzi do walki z nieprzyjacielem. 30 września postój we wsi Niedźwiada i Czemiernikach, gdzie pułk atakują radzieckie samoloty. 2 października całonocne walki o Serokomlę. Pułk w łączności z 2 i 5 pułkiem ułanów wziąć udział w bitwie pod Kockiem. W boju pod Serokomlą 3 szwadron zdołał jeszcze unieruchomić 3 czołgi niemieckie.

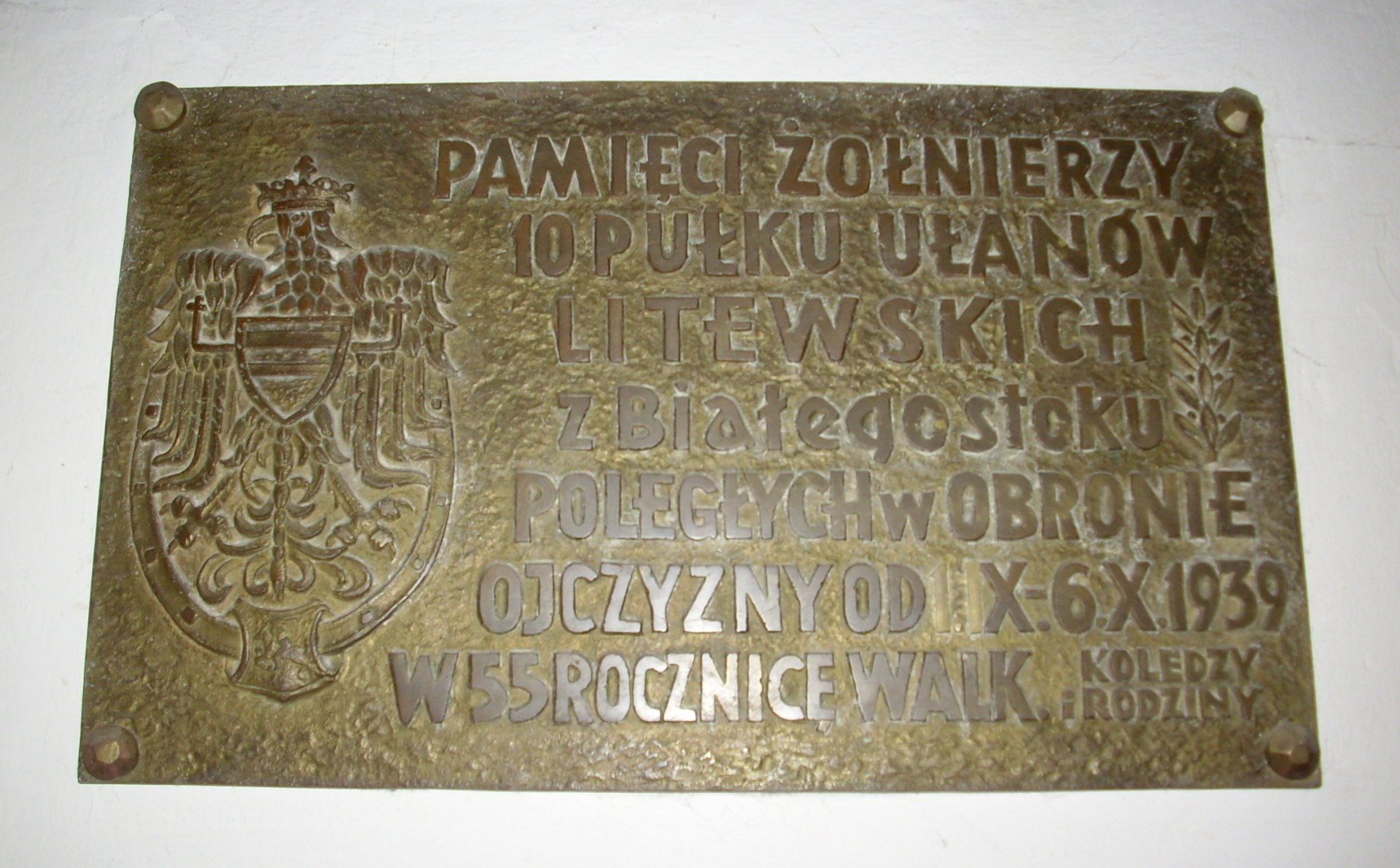
Tablica pamiątkowa w kościele w Woli Gułowskiej – miejscu ostatnich walk pułku

Ostatnie zacięte walki pułk prowadził w rejonie Woli Gułowskiej. Pułk skapitulował 6 października o godz. 14. Broń złożono o godz. 21 koło Adamowa.
W kampanii 1939 poległo i zmarło w wyniku poniesionych ran: 7 oficerów i 19 szeregowych. Przypuszczalne straty w rannych wyniosły: 15 oficerów i 60 szeregowych. Straty zadane nieprzyjacielowi w 1939 to: zniszczone 18 czołgów, 19 samochodów pancernych, 12 motocykli, jedna radiostacja i zestrzelony samolot.
| dowódca pułku             | ppłk Kazimierz Busler                                       |
| zastępca dowódcy pułku    | ppłk kaw. Józef Plackowski                                  |
| II zastępca dowódcy pułku | mjr Stanisław Fedorowski                                    |
| dowódca pocztu dowódcy    | por. Kazimierz Domański                                     |
| adiutant                  | rtm. Kazimierz Nostitz-Jackowski                            |
| oficer informacyjny       | por. Zbigniew Chamski                                       |
| dowódca szw. gosp.        | rtm. Florian Berdowski                                      |
| oficer żywnościowy        | chor. Marian Trochimiak                                     |
| płatnik                   | ppor. Krzysztof Friedman-Mieczysławski († 5 X pod Fiukówką) |
| lekarz                    | kpt. Adam Mokrzycki                                         |
| lekarz wet.               | por. Czesław Tarkowski                                      |
| kapelan                   | ks. kpl. Józef Cieciuchowski († 18 IX, Mień)                |
| dowódca plutonu łączności | por. Czesław Klimowicz                                      |
| dowódca plutonu kolarzy   | ppor. Jan Mączka                                            |
| dowódca plutonu kolarzy   | por. Kazimierz Domański (od 5 IX)                           |
| dowódca drużyny pionierów | NN.                                                         |
| dowódca plutonu ppanc.    | por. Stanisław Zdanowicz                                    |
| dowódca 1 szwadronu       | rtm. Władysław Abramowicz                                   |
| dowódca 2 szwadronu       | por. Czesław Szadkowski                                     |
| dowódca 3 szwadronu       | rtm. Ludwik Napoleon Mościcki                               |
| dowódca 4 szwadronu       | por. Teodor Kopeć                                           |
| dowódca szwadronu ckm     | por. Zbigniew Wroczyński                                    |

### Mapy walk pułku

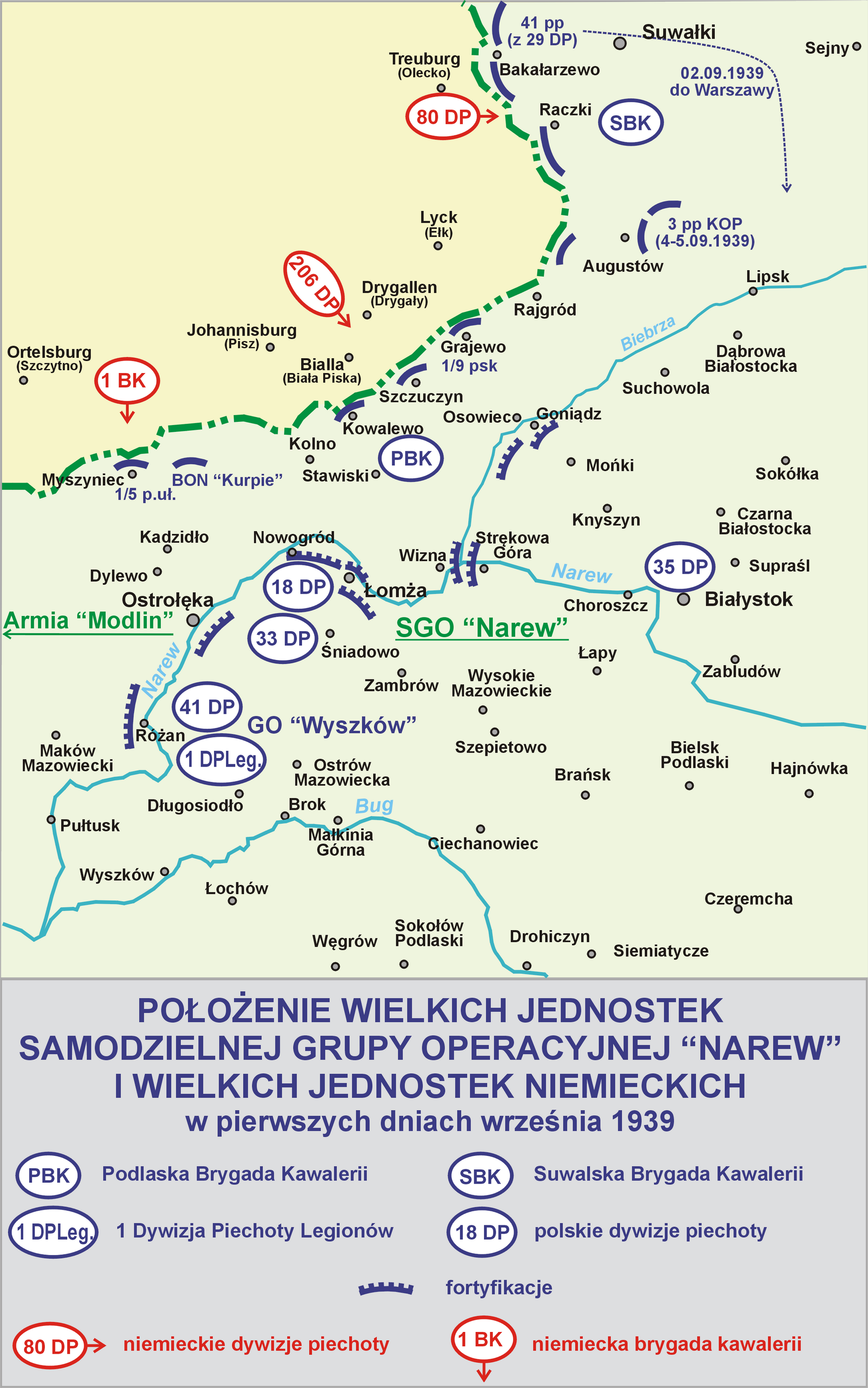
SGO „Narew”
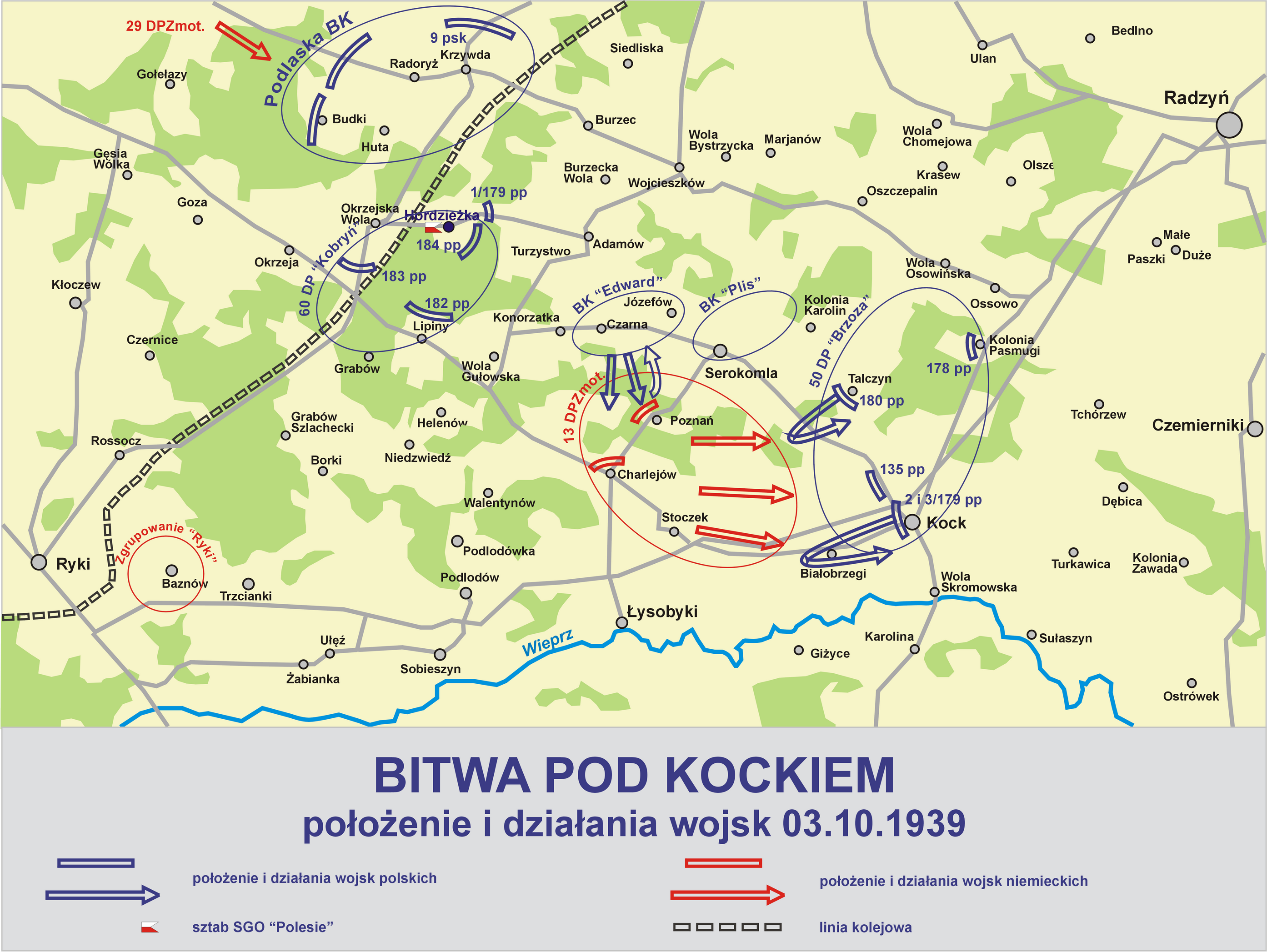
Bitwa pod Kockiem
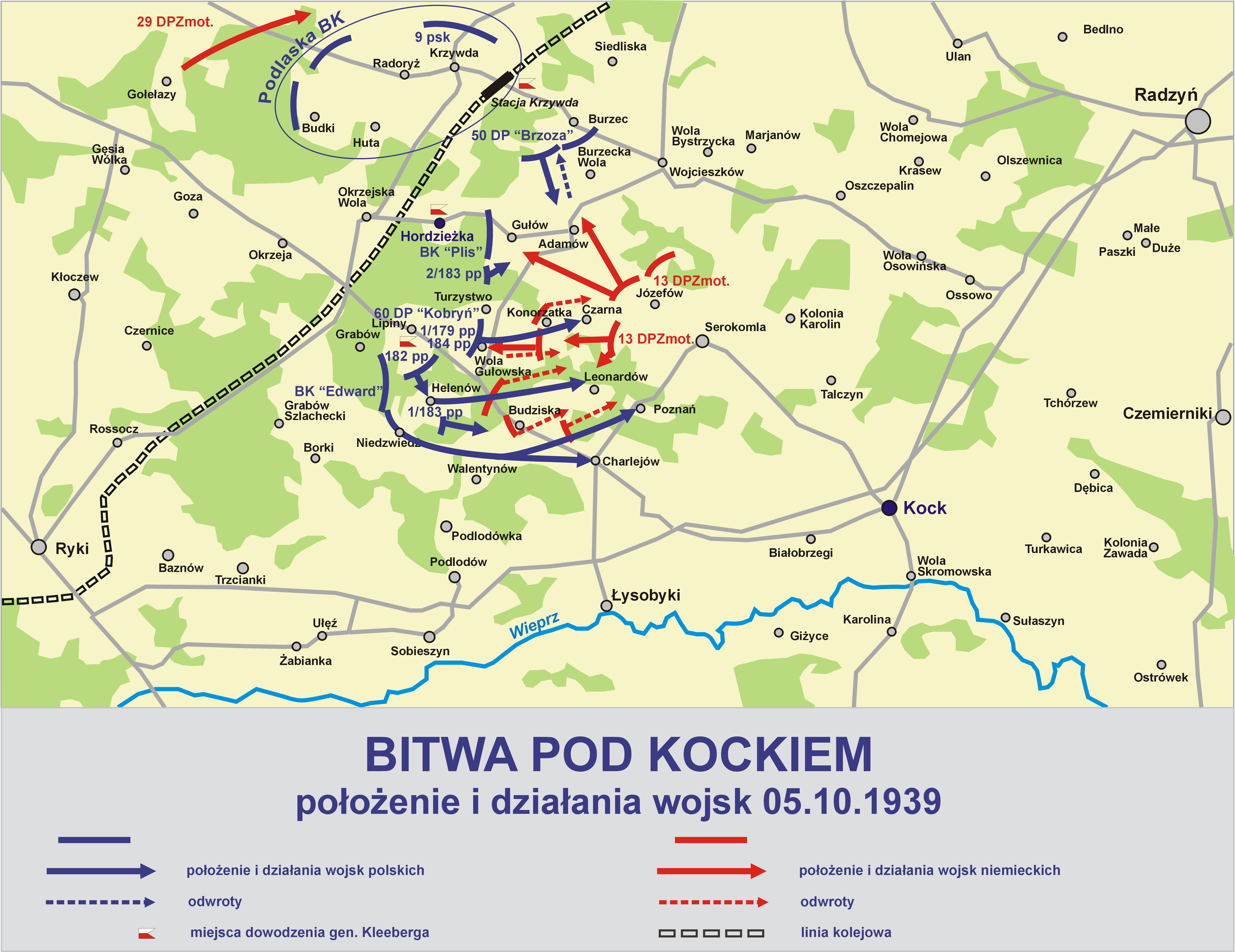
Bitwa pod Kockiem

## Pułk Armii Krajowej
Trzy lata później staraniem V Inspektoratu Białostockiego Armii Krajowej i VI Inspektoratu Grodzieńskiego AK w obwodach: Białystok miasto i Wołkowysk doszło do konspiracyjnego odtworzenia 10 pułku Ułanów Litewskich. Dowództwo pułku przygotowało szczegółowe rozpoznanie i plany opanowania obiektów ważnych z punktu widzenia akcji powstańczej w Białymstoku i okolicach. Do ogłoszenia godziny „W” jednak nie doszło. Łapanki, wzmożony terror i szybkie postępy Armii Radzieckiej nie pozwoliły na pełne rozwinięcie w ramach akcji „Burza”. Zdołano dokonać tylko częściowo koncentracji niektórych pododdziałów poza miastem. Z akcji przeprowadzonych w okresie kwietnia – maja 1944 należy wymienić: odbicie więźniów obozu knyszyńskiego przez oddział „Graba”, wysadzenie dwóch pociągów wojskowych w pobliżu stacji Czarny Blok i Trypucie oraz akcję na posterunek żandarmerii w Dobrzyniewie, gdzie zdobyto broń i amunicję. W lipcu zlikwidowano oddział własowców wyposażony w miotacze ognia. Oddział podporucznika „Waleriana” (S. Racewicz), porucznika „Groma” (J. Dziejma) i kapitana „Zaremby” wzięły do niewoli 60 Niemców i własowców, przekazując ich następnie napotkanej jednostce Armii Radzieckiej. Straty poniesione podczas okupacji oraz w trakcie realizacji planu „Burza” nie są znane.
Tradycje Pułku kultywuje 1 Podlaska Brygada Obrony Terytorialnej.

## Symbole pułkowe

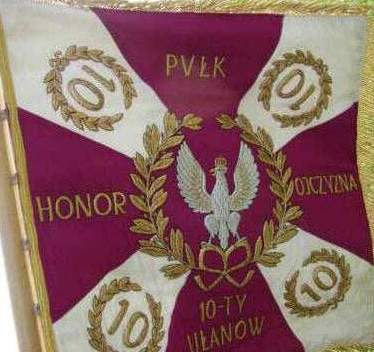
Sztandar 10 pułku Ułanów Litewskich

### Sztandar
Pułk otrzymał sztandar 4 listopada 1920, a ofiarowała go hr. Julia Potocka, która była gorliwą opiekunką pułku. W kościele w Parafianowie odbyła się uroczystość poświęcenia i wręczenia sztandaru. Uczestniczyły w niej wyższe władze wojskowe i społeczeństwo.

### Odznaka pamiątkowa
Odznaka zatwierdzona Dz. Rozk. MSWojsk. nr 2, poz. 15 z 26 stycznia 1926. Stanowi ją srebrny orzeł jagielloński z emaliowaną tarczą romańską na piersi w barwach proporczyka amarantowo-białego z paskiem biało granatowym. Orzeł nałożony jest na podkowę z sześcioma podkowiakami. U dołu podkowy barokowa tarcza herbowa z Pogonią w czerwonym polu. Czteroczęściowa – oficerska i żołnierska, wykonana w srebrze lub w tombaku srebrzonym, emaliowana. Wymiary: 57x36 mm. Projekt: Adolf Bucholtz; wykonanie: Zellman Liwszyc – Wilno.

### Barwy
| Proporczyk | Opis                                                                   |
| ---------- | ---------------------------------------------------------------------- |
|            | proporczyk amarantowo-biały z wąskim paskiem biało-granatowym pośrodku |
|            | proporczyk dowództwa w 1939                                            |
|            | proporczyk 1 szwadronu w 1939                                          |
|            | proporczyk 2 szwadronu w 1939                                          |
|            | proporczyk 3 szwadronu w 1939                                          |
|            | proporczyk 4 szwadronu w 1939                                          |
|            | proporczyk 5 szwadronu ckm w 1939                                      |
|            | proporczyk plutonu łączności w 1939                                    |
| Inne       | Opis                                                                   |
|            | Na czapce rogatywce – otok amarantowy                                  |
|            | Szasery ciemnogranatowe, lampasy amarantowe, wypustka amarantowa       |
|            | „Łapka” (do 1921) – karmazynowa                                        |

### Żurawiejki
| Z Litwy borów, pól i łanów, to dziesiąty pułk ułanów.                      | Jedzie ułan z dziesiątego, wyją psy na widok jego.       | O dziesiątym nic nie wiemy, Więc go chwalić nie będziemy. |
| A rozkazów kto nie słucha, to dziesiąty pułk Obucha.                       | W Dnieprze wodach konie poi, pułk dziesiąty – pomni moi. |                                                           |
| Po każdej zwrotce: Lance do boju, szable w dłoń, bolszewika goń, goń, goń! |                                                          |                                                           |

## Żołnierze pułku

### Dowódcy i zastępcy dowódcy pułku
| Stopień, imię i nazwisko             | Okres pełnienia służby | Kolejne stanowisko                       |
| Dowódcy pułku                        | Dowódcy pułku          | Dowódcy pułku                            |
| ------------------------------------ | ---------------------- | ---------------------------------------- |
| płk Władysław Obuch-Woszczatyński    | 1918 – IV 1920         |                                          |
| ppłk Stefan Grabowski                | cz.p.o. od IV 1919     |                                          |
| płk Walerian Jachimowicz             | 1920                   |                                          |
| płk Seweryn Grabowski                | 1920–1921              |                                          |
| płk Terencjusz O’Brien de Lacy       | 1921–1928              |                                          |
| płk dypl. kaw. Witosław Porczyński   | XI 1928 – II 1938      |                                          |
| ppłk Kazimierz Busler                | 1938 – 6 X 1939        |                                          |
| Zastępcy dowódcy pułku               |                        |                                          |
| ppłk Stefan Grabowski                | 1919 – 23 VII 1920     | dowódca 6 puł                            |
| ppłk kaw. Stanisław Józef Rabiński   | 1924                   |                                          |
| ppłk. kaw. Witold Łada-Zabłocki      | do XI 1927             | dyspozycja dowódcy OK III                |
| ppłk SG Witosław Porczyński          | XI 1927 – XI 1928      | dowódca pułku                            |
| ppłk kaw. Zdzisław Karol Kwiatkowski | VII 1929 – 31 III 1930 | dowódca 3 pszwol.                        |
| mjr kaw. Jan Kałłaur                 | 15 VI 1930 – III 1933  | dyspozycja dowódcy OK III                |
| ppłk kaw. Józef Grad-Soniński        | III 1933 – 1938        | inspektor Środkowej Grupy Szwadronów KOP |
| ppłk kaw. Józef Plackowski           | 1939 – X 1939          |                                          |

### Żołnierze 10 pułku ułanów – ofiary zbrodni katyńskiej
Biogramy ofiar zbrodni katyńskiej znajdują się między innymi w bazach udostępnionych przez Ministerstwo Kultury i Dziedzictwa Narodowego oraz Muzeum Katyńskie.
| Nazwisko i imię      | stopień              | zawód             | miejsce pracy przed mobilizacją | zamordowany |
| -------------------- | -------------------- | ----------------- | ------------------------------- | ----------- |
| Bieńko Kazimierz     | porucznik rezerwy    | weterynarz        |                                 | Katyń       |
| Chamski Zbigniew     | porucznik            | żołnierz zawodowy |                                 | Katyń       |
| Karbowicz Bronisław  | porucznik rezerwy    | lekarz            | praktyka w Łodzi                | Charków     |
| Mastalerz Mieczysław | podporucznik rezerwy | technik           |                                 | Katyń       |
| Stwiertnia Paweł     | podporucznik rezerwy | technik mechanik  |                                 | Charków     |
| Zaborowski Zdzisław  | podporucznik rezerwy | absolwent SGGW    | adm. majątku Czeberaki          | Katyń       |
| Ziejewski Stanisław  | podporucznik rezerwy |                   |                                 | Katyń       |

## Tradycje pułku

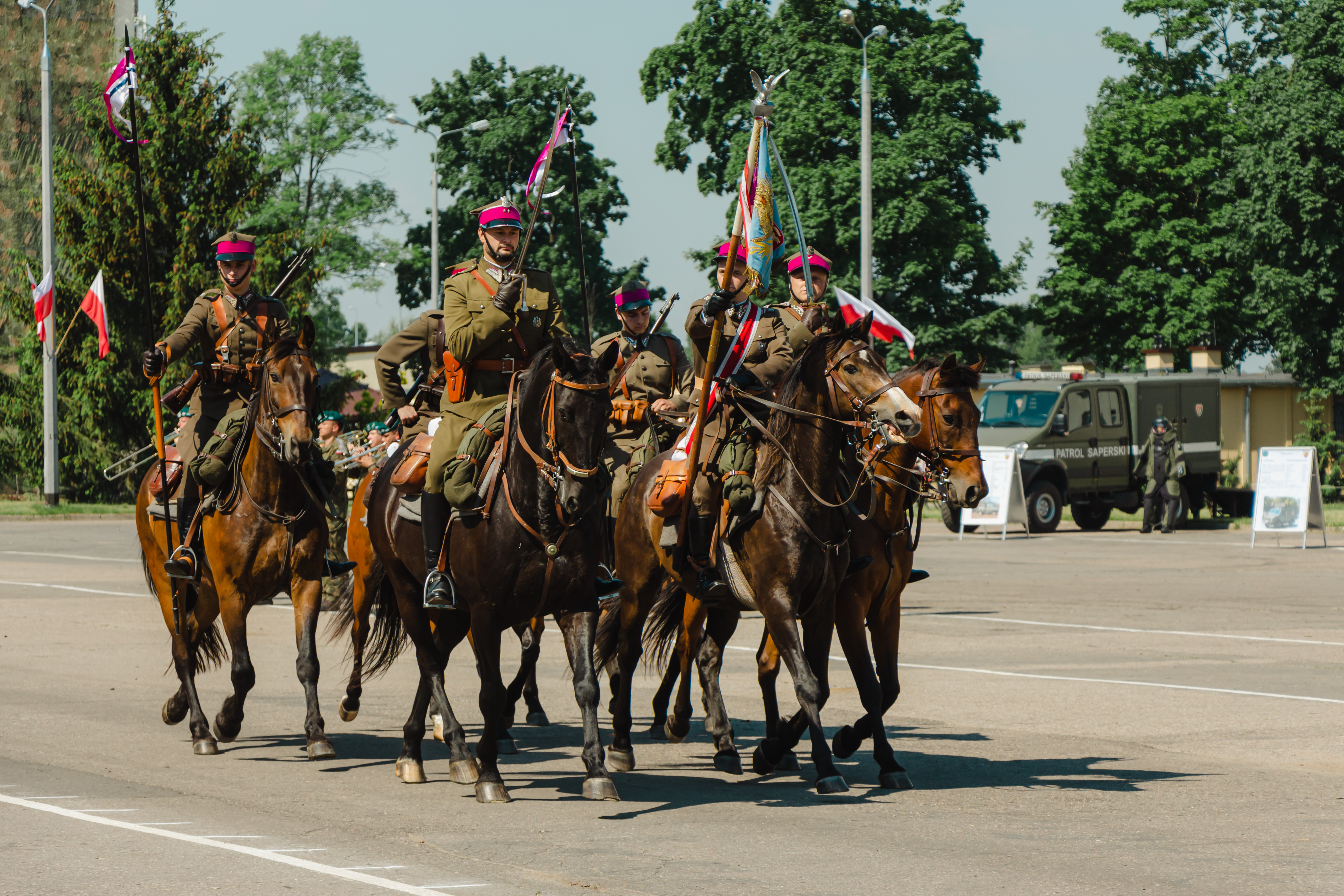
Szwadron Kawalerii im. 10 Pułku Ułanów Litewskich podczas święta 18 Białostockiego pułku rozpoznawczego

Oddział nawiązywał do tradycji 10 pułk ułanów Królestwa Kongresowego.

Koło Pułkowe powołano do życia w 1941 w Edynburgu, a następnie odtworzono je w Londynie dopiero w 1952.
1 marca 2017, w ramach obchodów Narodowego Dnia Pamięci „Żołnierzy Wyklętych”, Minister Obrony Narodowej Antoni Macierewicz nakazał 1 Podlaskiej Brygadzie Obrony Terytorialnej przejąć i z honorem kultywować tradycje oddziałów bojowych Inspektoratu Białostockiego AK, w tym 10 pułku Ułanów Litewskich.
Rok 2022 Rada Miasta Białegostoku ogłosiła rokiem 10 Pułku Ułanów Litewskich upamiętniając w ten sposób 100-ną rocznicę przeniesienia pułku do Białegostoku i jego rolę w historii miasta.